# Pierre Guyard
Pour les articles homonymes, voir Guyard.
Pierre Guyard est un producteur de cinéma français né le 18 mars 1980.

## Biographie
Après des études d'économie, il entre à la Fémis, département distribution, dont il sort diplômé en 2005.
Il est producteur associé au sein de Nord-Ouest Films,.
Il est membre du collectif 50/50, qui a pour but de promouvoir l’égalité des femmes et des hommes et la diversité dans le cinéma et l’audiovisuel,.

## Filmographie (sélection)
- 2014 : Les Combattants de Thomas Cailley
- 2015 : Ce sentiment de l'été de Mikhaël Hers
- 2017 : Si tu voyais son cœur de Joan Chemla
- 2018 : Ami-ami de Victor Saint-Macary
- 2018 : Deux Fils de Félix Moati
- 2018 : Amanda de Mikhaël Hers
- 2019 : J'irai où tu iras de Géraldine Nakache
- 2021 : Mi iubita, mon amour de Noémie Merlant
- 2022 : Les Passagers de la nuit de Mikhaël Hers
- 2023 : Le Règne animal de Thomas Cailley

## Distinctions

### Récompenses
Les Combattants de Thomas Cailley :
- Prix du Syndicat français de la critique de cinéma 2014 : Meilleur premier long métrage français
- Prix Louis-Delluc 2014 : Prix du premier film
- Festival de Cannes 2014 : Prix FIPRESCI de la Quinzaine des réalisateurs
- César 2015 : César du meilleur premier film
- Prix Lumières 2015 : Meilleur premier film

Ce sentiment de l'été de Mikhaël Hers :
- Festival international du film indépendant de Bordeaux 2015 : Grand Prix du Jury « Domaine Clarence Dillon »

Amanda de Mikhaël Hers :
- Festival international du film de Tokyo 2018 :
  - Grand Prix
  - Prix du meilleur scénario

Deux Fils de Félix Moati :
- Festival Premiers Plans d'Angers 2019 : Prix des activités sociales de l’énergie

### Nominations et sélections
Les Combattants de Thomas Cailley :
- Festival de Cannes 2014 : Sélection officielle de la Quinzaine des réalisateurs

- Globes de Cristal 2015 : Meilleur film

- César 2015 : César du meilleur film

Deux Fils de Félix Moati :
- Les Œillades Albi 2018 : Prix du public
- Festival international du film indépendant de Bordeaux 2018 : Ouverture hors compétition
- Festival Premiers Plans d'Angers 2019

Amanda de Mikhaël Hers :
- Cérémonie des Lumières 2019 : Meilleur film

J'irai où tu iras de Géraldine Nakache :
- Festival du film français d'Helvétie 2019
- Festival de films francophones CINEMANIA 2019 : Selection officielle

Mi iubita, mon amour de Noémie Merlant :
- Festival de Cannes 2021 : Sélection en séances spéciales

Les Passagers de la nuit de Mikhaël Hers :
- Berlinale 2022 : Sélection officielle

Le Règne Animal de Thomas Cailley :
- Festival de Cannes 2023 : Ouverture de la sélection Un Certain Regard